# Drehbühne

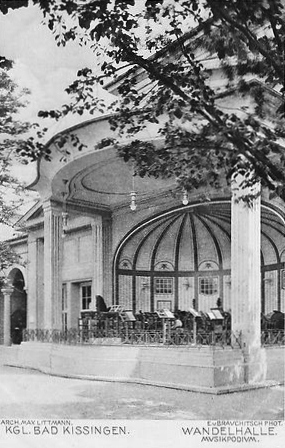
Drehbühne (Außenansicht) an der Bad Kissinger Wandelhalle

Die Drehbühne im Theater ist eine kreisrunde Fläche im Bühnenboden, die gedreht werden kann.
Eine Drehbühne ist fest eingebaut, erstreckt sich über die gesamte Unterbühne und kann daher auch Hubpodien und Versenkeinrichtungen enthalten. Manchmal ist sie kombiniert mit Wagen, Hebebühnen (Doppelstockdrehbühne) und gesondert drehbaren Drehringen. Sie erlaubt einen schnellen Wechsel des Bühnenbilds. Ein reizvoller Effekt ist es, wenn sie auf offener Szene gedreht wird.

## Geschichte
Schon Leonardo da Vinci zeichnete um 1490 eine Drehbühne. Das japanische Kabuki-Theater besaß seit der zweiten Hälfte des 18. Jahrhunderts eine Drehbühne auf Holzrollen („mawari butai“).
Für das europäische Theater wurde die Drehbühne entwickelt, um den schwerfälligen illusionistischen Ausstattungsbühnen des 19. Jahrhunderts schnellere Szenenverwandlungen zu ermöglichen. Erstmals baulich umgesetzt wurde sie von dem Königlich Bayrischen Hoftheatermaschinisten Carl Lautenschläger im Residenztheater in München und maß ursprünglich etwa 16 Meter im Durchmesser. Die Drehung der Scheibe erfolgte bereits mit einem elektrischen Antrieb. Die erste Erprobung fand im Mai 1896 im Münchner Residenztheater anlässlich einer Aufführung von Mozarts Don Giovanni statt.
In einem bei der Generalversammlung der Deutschen Shakespeare-Gesellschaft gehaltenen Vortrag mit dem Titel Welches System der Scenerie ist am besten geeignet für die Darstellung verwandlungsreicher klassischer Dramen, insbesondere der Shakespeare’schen? erläuterte Ernst von Possart die zuerst im Münchner Residenz-Theater eingerichtete Drehbühne und charakterisierte ihre Vorteile:
„Man denke sich das ganze Podium leer, alle Kulissen herausgenommen. Der nackte Boden enthält eine drehbare, runde Scheibe, die einen so großen Kreis bildet, daß derselbe vom Souffleurkasten bis zur hintersten Tiefe des Theaters, und links und rechts nahe bis an die Seitenwände reicht. Auf der vorderen Hälfte dieses Kreises nun stellt man die erste Dekoration des Stückes auf: sie schaut dem Publikum gerade ins Gesicht. Dahinter steht Rücken an Rücken mit der ersten Scenerie, auf der bisher verdeckt gewesenen Hälfte der Drehscheibe, bereits die zweite Dekoration fertig.
Ist nun die erste Scene abgespielt, so wird durch einen elektrischen Motor die Scheibe herumgedreht, und die zweite Dekoration tritt an die Stelle der ersten; diese steht nun hinten, dem Publikum unsichtbar. – Man räumt sie fort und stellt, während die zweite Scene sich abwickelt, ein neues drittes Bühnenbild auf den leer gewordenen Platz. – Scene 2 ist zu Ende, die Scheibe dreht sich aufs neue und Dekoration 3 kommt nach vorn.
Man kann sich nun, den Bedürfnissen des darzustellenden Werkes entsprechend, die Drehscheibe in beliebiger Weise dienstbar machen; man kann nur ein Viertel oder Fünftel des Kreises mit einer kurzen Dekoration bebauen, um für die darauf folgende einen desto größeren Spielraum zu gewinnen.“
Weitere frühe Einrichtungen mit einer Drehbühne waren der Wintergarten in Berlin, das ehemalige Neue Schauspielhaus am Berliner Nollendorfplatz und das Coliseum in London. Berühmt ist Max Reinhardts Einsatz der Drehbühne in seiner Inszenierung von Shakespeares Ein Sommernachtstraum 1903 im Neuen Theater Berlin.
Die Zylinderdrehbühne oder Drehzylinderbühne, eine weiterentwickelte Form, wurde von Sepp Nordegg erfunden. Sie hat eingebaute Hubpodien. Die erste solche Bühne wurde 1954 im Wiener Burgtheater installiert.
Mit 29 Meter Durchmesser besitzt das Festspielhaus Neuschwanstein in Füssen die zweitgrößte Drehbühne Deutschlands. Die größte Drehbühne der Welt befindet sich in der Oper Frankfurt. Sie wurde 1951 gebaut und 1987 nach einem Brand vollständig erneuert. In die große Drehbühne mit 37,40 Meter Durchmesser ist ein Hubpodium von 15 × 3 Meter Fläche und eine kleinere Drehbühne von 16 Meter Durchmesser integriert. Das Musiktheater Linz hat eine Transportdrehbühne mit 32 m Durchmesser, in die eine Spieldrehbühne mit 15 m Durchmesser eingelassen ist.

## Drehscheibe

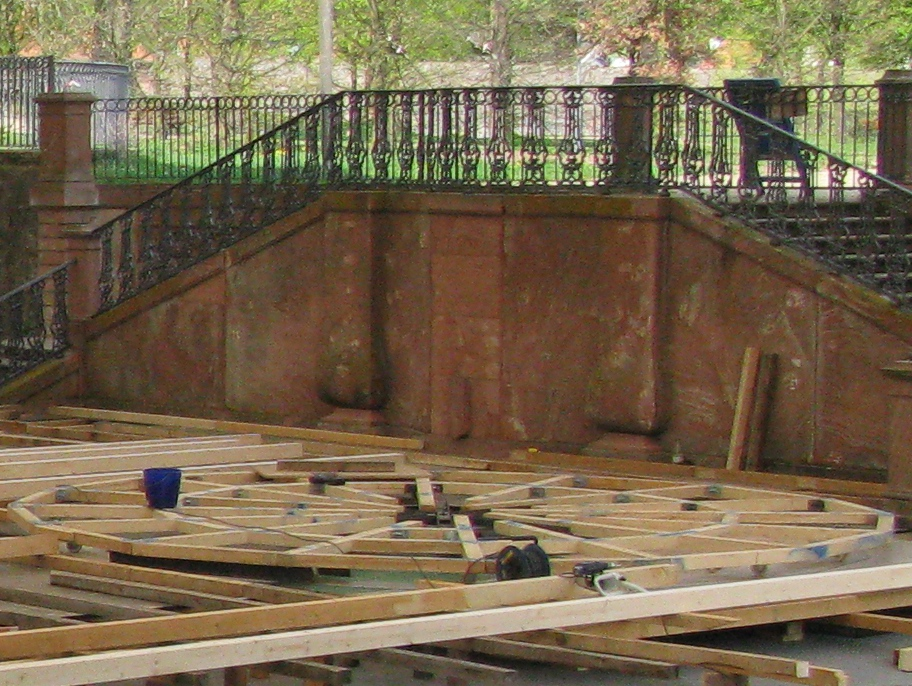
Unterkonstruktion einer Drehscheibe aus Holz bei den Brüder Grimm Märchenfestspielen

Die Drehscheibe dagegen ist ein flacher Aufbau auf einer herkömmlichen festen Bühne. Bühnen mit Drehscheiben werden häufig eingesetzt, wenn aufgrund der baulichen Gegebenheiten unter der Bühne nicht ausreichend Platz ist, um die Bühne von unten über Hubvorrichtungen mit Requisiten beschicken zu können.
Die Last wird bei Drehscheiben über viele einzelne Rollen abgefangen. Um die Reibung zu reduzieren und den Bühnenboden zu schonen, werden unter den Laufrädern Metallbleche montiert. Der Antrieb der Scheibe erfolgt entweder per Hand, über einen Motor, der ein Reibrad antreibt, das horizontal gegen eine Laufschiene oder vertikal auf den Bühnenboden drückt, oder auch über ein Ritzel, das in eine Kette oder einen Zahnkranz greift.
Im Wiener Volkstheater gab es noch bis in die 1980er Jahre eine Drehscheibe, die von einem Dutzend auf der Scheibe stehenden Bühnenarbeitern bewegt wurde, indem sie sich mit Krücken gegen den Bühnenboden abstützten.
Transportable Drehscheiben werden auch außerhalb von Theatern für Präsentationen (zum Beispiel für Autos) eingesetzt und nennen sich oft ebenfalls Drehbühne.